# Мурведр
Мурведр (фр. Mourvèdre), или Монастрель (исп. Monastrell) — технический (винный) сорт чёрного винограда позднего периода созревания, распространённый преимущественно на северо-востоке Испании и на юго-востоке Франции. Вероятно, происходит из Каталонских земель. 
Международную известность получил как компонент GSM — испытанного столетиями ассамбляжа с гренашем и сира́, свойственного южной Роне.

## Характеристики
Возделывается в регионах с жарким летом и мягкой зимой. Период от начала распускания почек до съемной зрелости ягод винограда составляет примерно 127—157 дней при сумме активных температур 2650—3100°С.
Кусты сильно рослые. Урожайность невелика: в засушливых условиях составляет 60—70 ц/га, при поливе — 120—200 ц/га. Сорт отличается высокой засухоустойчивостью, к грибным болезням не устойчив. 
Вкусовые особенности вина зависят от района произрастания.

## История и распространение
Сорт демонстрирует наибольшее разнообразие в каталонских землях, которые, судя по этому, и являются его родиной. Название указывает на происхождение из области Морведре, окружающей город Сагунто. Возделывание на монастырских землях привело к возникновению альтернативного названия Монастрель.
С конца XVI века известен в Руссильоне, который в результате мирного договора 1659 года был аннексирован Францией. Оттуда проник далее на север — в Лангедок и в долину Роны.
Сорт наиболее распространён на средиземноморском побережье Франции и Испании, включая Балеарские острова, а также на севере Мурсии (Хумилья, Екла). По состоянию на 2015 год им заняты 5% испанских виноградников общей площадью свыше 43 000 га. В районе Хумильи сохраняются многие виноградники, засаженные мурведром ещё до нашествия филлоксеры в 1870-е годы.
В XXI веке культивируется также в американских штатах Калифорния (где известен с 1860-х годов) и Вашингтон, на юге Австралии и в Южной Африке.